# Гориця-при-Оплотниці
Гориця-при-Оплотниці (словен. Gorica pri Oplotnici) — поселення в общині Оплотниця, Подравський регіон‎, Словенія.